# Universidad de Antioquia Televisión
La Universidad de Antioquia Televisión es la productora de televisión oficial de la Universidad de Antioquia, existe desde 1982, su sede se ubica en la ciudad colombiana de Medellín, en el bloque 10 de la Ciudad Universitaria. En su larga trayectoria le ha permitido realizar aportes importantes para la construcción y el fortalecimiento del primer canal regional de Colombia: Teleantioquia, así como para la creación del primer canal universitario del país: Canal U, del cual, la Universidad es socia y gestora junto con otras cuatro instituciones de educación superior de la ciudad.
Como productora universitaria de televisión presta servicios de asesoría y producción en televisión y video, es el enlace de la Universidad en el "Comité de Programación del Canal Universitario de Antioquia", coordina la Red interna de televisión de la Universidad, realiza investigaciones sobre el impacto de la televisión en la sociedad y produce televisión de interés público que se emite por los canales de televisión pública de Colombia. La televisión es además un escenario permanente de construcción de cultura y una herramienta útil para proyectar la Institución al conjunto de la sociedad.

## Historia
La Universidad de Antioquia Televisión llamado en sus comienzos "Centro de Producción de Televisión de la Universidad de Antioquia", se creó en 1982 como un centro de prácticas de la Facultad de Ingenierías. En su tiempo, se volvió en el único centro universitario de Medellín con dispositivos técnicos y personal suficiente para la elaboración de videos y programas de televisión. Por tal cuestión, la Universidad fue la principal propulsora de las ideas que se estaban generando en el Departamento de Antioquia para establecer el primer canal regional de televisión en Colombia "Teleantioquia". 
Entre 1970 y 1984, la Universidad efectuó investigaciones técnicas y jurídicas, que más tarde se usarían para establecer las bases del Canal Regional. En 1985, con la creación de Teleantioquia, se realizó un hito en el área de comunicaciones en Colombia. Por primera vez, se permitió descentralizar el manejo de la televisión y se reconocía la variedad cultural de las regiones colombianas, que podrían divulgar, desde aquel momento, su propia imagen y voz. 
Con la creación del Canal Regional, se le estableció a la Universidad un espacio quincenal para transmitir una Telerrevista. El programa se emitió desde 1987 hasta 1992.
La Universidad en 1991 comenzó el programa de debates “Forum” (del Departamento de Comunicación Social) y la serie documental “A Ciencia Cierta”, un programa que se pasaba del perfil institucional para tocar temáticas culturales y científicos de interés general. 
En 1995, la Universidad de Antioquia propuso al Fondo de Inversión Social -FIS- un proyecto para dotar y adecuar un Centro de Producción Audiovisual que perfilaba la adecuación y conclusión del núcleo central del Bloque 10 y la adquisición de equipos que permitieran contar con la mejor y más completa tecnología en la producción de televisión. 
En 1996 se comenzó la transmisión de la serie “Urabá 2003”, un documental que mostraba la cultura y la riqueza de esta región de Antioquia. 
En 1999, con la consolidación del Sistema de Comunicaciones de la Universidad de Antioquia, el Centro de Televisión logró la categoría de Departamento, y la responsabilidad de ofrecer a la comunidad universitaria y al público en general todo tipo de servicios audiovisuales. 
En ese mismo año, se iniciaron las transmisiones al aire del Canal Universitario de Antioquia, del cual, la Universidad es socia y gestora al igual que otras cuatro instituciones de educación superior de la ciudad de Medellín. 
En 2004 se replantea el diseño del proyecto “Departamento de Servicios Audiovisuales” con el que se hace explícito un enfoque sobre lo audiovisual, se traza el modelo lógico (con áreas de operación y estrategias de gestión) y un Plan de Acción coherente con el Plan de Desarrollo Institucional.

## Reconocimientos
A lo largo de su historia la Universidad de Antioquia Televisión ha recibido varios premios y reconocimientos, destacando su calidad y compromiso como productora universitaria, llevando al público y a la comunidad universitaria todo su repertorio televisivo. 
| Nominación Mejor Producción Universitaria Premios India Catalina 2008 Serie “Historias de Equidad y Vida” |

| Ganador en la categoría crónica Convocatoria "la otra mirada" Caracol Televisión 2007 Crónica empanadas de Titiribí |

| Nominación Mejor Producción Universitaria Premios India Catalina 2007 Serie Documental Código de Barras |

| Selección Medellín en Barcelona Fiestas de La Mercé Documental Mujeres No Contadas Septiembre de 2006. Convocatoria de La Secretaría de Cultura Ciudadana Medellín en Barcelona |

| Premio Mejor Documental Categoría mujeres Documental Mujeres no contadas IV Encuentro Hispanoamericano de Video Documental Independiente: Contra el silencio todas las voces. 2006. |

| Premio Fílmico Lasa Film Festival Documental Mujeres No Contadas 2006 - Puerto Rico |

| Mención de Honor Concurso Secretaría de Cultura Ciudadana de Medellín Documental Mujeres No Contadas Diciembre de 2005 |

| Premio Simón Bolivar 2003 Documental Caicedo o la persistencia del olvido |

| Premio Socio más Destacado 2002 ATEI Asociación de Televisión Educativa Iberoamericana |